# Command & Conquer: Red Alert – The Aftermath
Command & Conquer: Red Alert – The Aftermath – drugi oficjalny dodatek do gry strategicznej Command & Conquer: Red Alert wydanej 9 listopada 1996 roku. Wydany 2 sierpnia 1997 roku przez Virgin Interactive.

## Rozgrywka
- 18 nowych scenariuszy[2].
- 100 plansz dla gry wieloosobowej[2].
- Wersja językowa: angielska[2].
- 35 utworów muzycznych, w formacie CD Audio[2].
- Nowe jednostki